# 井上久助
井上 久助（いのうえ きゅうすけ、慶長11年（1606年） - 万治3年10月10日（1660年11月12日））は、越後国新発田藩藩士である。新発田藩の危機（塩止事件）において、自ら無実の罪を被り、会津藩に斬刑に処せられ、藩を救った藩士。

## 人物
父、八左衛門正実は若狭国高浜城の溝口秀勝に仕官し、戦場を馳駆した功臣であった。新発田藩時代は700石を賜り、在中の役目を果たしていた。その後、久助が5歳の頃に病で亡くなった。秀勝はこれを深く悼み、まだ幼かった久助に跡目を継がせ、その郎党すべての面倒をみた。これにより久助はその恩義を忘れなかった。

## 塩止事件
明暦末年から万治にかけて、会津領よりろうそくを、新発田領より塩を送るのが恒例としていた。御用商人の手による物々交換であった。ところがろうそくの輸送が突然途絶えたため、新発田側も塩の送出しを中止した。これよりさき新発田では「御在所にて蝋燭よろしく出来候につき．．．」という藩の記録があり、塩との価格不均衡が生じ、その交渉中にろうそくを止められ、相対して塩荷も止めたものと思われる。いずれにせよ御用商人の問題であった。
しかしこのことは会津藩を刺激した。「塩は領民の生死に関わり、また重要なる兵糧である。塩止めは敵対行為である。新発田藩主はいかなる意図ありや」と詰問状を送り、間罪使を派遣して強硬談判に及び、さらに幕府に訴え出た。親藩である会津藩は、当時の会津藩主保科正之は徳川家光の異母弟であり、23万石の東北を鎮撫する誇りがあった。対する外様5万石の小藩の新発田藩が対抗して塩を止めたことは、会津側にとってはその誇りを傷つけられたものであった。
当時の幕府の大名廃絶政策はかなり熾烈であり、外様小藩の新発田にとっては存亡の危機であった。この時「拙者に存念がござる」と井上久助が名乗り出た。久助の身に全く関わりのないことであるが、自ら塩横領の犯人と名乗り、会津に出頭した。町人の中村墨五郎を帯同して行ったが、横領の事実を証言させるためであったとされる。久助は塩止めは欲に駆られた自分一個の所業であり、藩主溝口宣直以下何人もまったく与り知らぬことであると強弁し、ついには抱烙の刑（熱した銅板を渡る拷問）にも耐えた。久助は熱板の上を渡りつつ、謡曲「杜若」の一節を謡い、渡り終わるやばったりと倒れて無言であったという。結局、久助一人の罪とされ、中村墨五郎は許されて帰国した。その後、万治3年（1660年）10月10日、久助は会津藩と新発田藩の藩境(新発田市山内)の番所付近で、会津藩により斬刑に処せられた。

## 作品
城下町四百年記念、「この豊かなる大地の賛歌」城下町新発田歴史ページェントの劇において、塩止事件のエピソードを佐々木剛が演じた。

## 施設
新発田市内にある法華寺に墓碑が建てられている。